# Victoria (Honduras)
Victoria es un municipio del departamento de Yoro en la República de Honduras.

## Toponimia
Se llamó Victoria por un sentimiento victorioso de la creación como municipio.

## Límites
| Orientación | Límite                                       |
| ----------- | -------------------------------------------- |
| Norte       | Municipio de Yoro, Yoro                      |
| Norte       | Municipio de Morazán, Yoro                   |
| Norte       | Municipio de El Negrito, Yoro                |
| Sur         | Municipio de La Libertad, Comayagua          |
| Sur         | Municipio de Minas de Oro, Comayagua         |
| Sur         | Municipio de San José del Potrero, Comayagua |
| Este        | Municipio de Yorito, Yoro                    |
| Este        | Municipio de Sulaco, Yoro                    |
| Oeste       | Municipio de Santa Rita, Yoro                |
| Oeste       | Municipio de Santa Cruz de Yojoa, Cortés     |

## Historia
En 1896, en la División Política Territorial de 1896 aparecía con el nombre de "Aldea Morillos" perteneciente al Municipio de Sulaco.
En 1902, con el siguiente acuerdo se creó el municipio de Morillos, que más tarde cambió el nombre por el de Victoria. fecha de fundación con el nombre de Victoria un 2 de septiembre.

## Turismo

### Gastronomía
Platillo típico el picadillo

## División Política
Aldeas: 19 (2013)
Caseríos: 270 (2013)
| Código | Aldea                     |
| ------ | ------------------------- |
| 181001 | Victoria                  |
| 181002 | Bajo Grande               |
| 181003 | Buenos Aires              |
| 181004 | Coyolito                  |
| 181005 | El Jicaro                 |
| 181006 | El Mango                  |
| 181007 | El Pataste                |
| 181008 | Las flores                |
| 181009 | Jacagua                   |
| 181010 | La Zarza                  |
| 181011 | Tegucigalpita             |
| 181012 | Las Lomas                 |
| 181013 | Las Vegas                 |
| 181014 | Lomas del Jícaro          |
| 181015 | Los Cacaos                |
| 181016 | Méndez                    |
| 181017 | San Isidro                |
| 181018 | Santa Lucía               |
| 181019 | Tierra Amarilla           |
|        | El Manzano                |
|        | Caballo de Piedra         |
|        | Agua Fría                 |
|        | San Juan                  |
|        | Alto Pino                 |
|        | La Laja                   |
|        | Platanares                |
|        | Agua Escondida            |
|        | Montefresco               |
|        | Linda Vista               |
|        | Palo de Combas            |
|        | Cuevitas                  |
|        | Agua Blanca               |
|        | Puerto Escondido          |
|        | El chumpe,minas de carbon |
|        | Jicaro de Lomas           |
|        | El Zapote                 |